# Марія де ла Есперанса Бурбон-Сицилійська
Марія де ла Есперанса Бурбон-Сицилійська (італ. Maria de la Esperanza di Borbone-Due Sicilie), повне ім'я Марія де ла Есперанса Амалія Раньєра Марія Росаріо Луїза Ґонзаґа Бурбон-Сицилійська (італ. Maria de la Esperanza Amalia Raniera Maria Rosario Luisa Gonzaga di Borbone-Due Sicilie), (нар. 14 червня 1914 — пом. 8 серпня 2005) — інфанта Іспанії з династії Сицилійських Бурбонів, донька інфанта Іспанії Карлоса Бурбон-Сицилійського та французької принцеси Луїзи Орлеанської, дружина бразильського принца Педру Гаштана.

## Біографія

### Дитинство та юність

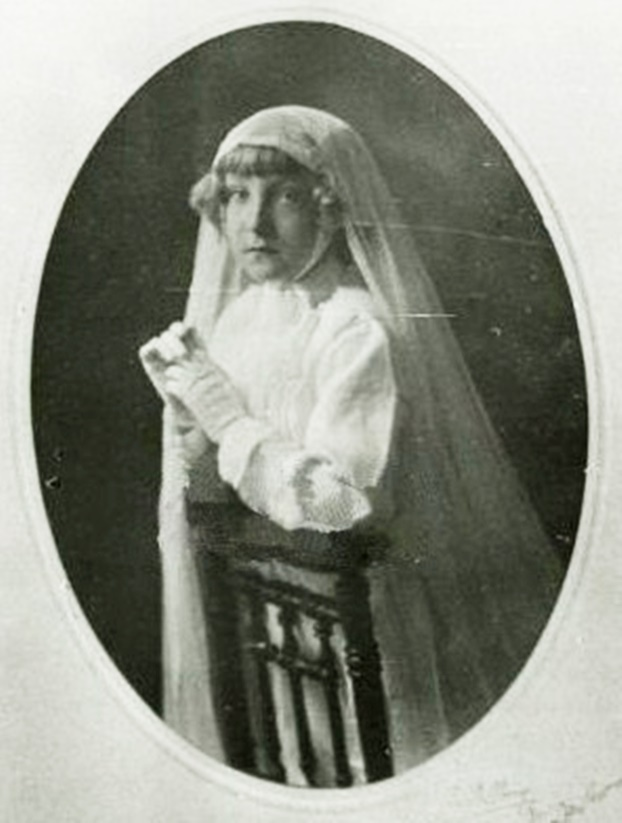
Світлина з першого причастя принцеси, 18 грудня 1922

Народилась 14 червня 1914 року у палаці Вілламехор у Мадриді. Була четвертою дитиною та третьою донькою в родині інфанта Іспанії Карлоса Бурбон-Сицилійського та його другої дружини Луїзи Орлеанської. Мала рідного старшого брата Карлоса та сестер Марію де лос Долорес і Марію де лас Мерседес, а також єдинокровну сестру Ізабеллу Альфонсу та брата Альфонсо від першого шлюбу батька.
Була охрещена 21 червня 1914 року у Королівському палаці Мадрида. Хрещеними батьками виступили її тітка Амелія Орлеанська та дядько Раньєрі Бурбон-Сицилійський.
Карлос Бурбон-Сицилійський 1901 року відмовився від прав на престол Обох Сицилій та отримав титул інфанта Іспанії. За два тижні після народження Марії де ла Есперанси він продав палац Вілламехор, де мешкала родина, уряду Альфонсо XIII. У 1921 році сімейство переїхало до Севільї, куди батька направили як генерал-капітана місцевого військового округу. 
Із поваленням монархії у 1931 році сім'я виїхала до Риму, хоча республіканські солдати запевняли Карлоса, що з його родиною нічого не станеться і він може залишитись. З Італії перебралися до Швейцарії. Зі встановленням режиму Франко 1939 року повернулися до Севільї.

### Шлюбне життя
У віці 30 років Марія де ла Есперанса взяла шлюб зі своїм 31-річним кузеном Педру Гаштаном Бразильським з дому Орлеан-Браганса. Наречений був онуком імператорської принцеси Ізабели від її старшого сина Педру де Алькантра, який у жовтні 1908 року зрікся прав на бразильський трон. Хоча монархія в Бразилії була повалена ще 1889 року, Педру Гаштан домагався скасування відмови батька від престолонаслідування і претендував на звання титулярного імператора Бразилії. Вінчання пройшло 18 грудня 1944 у Севільському соборі. Після закінчення Другої світової війни пара оселилася у Петрополісі у палаці Грао-Пара. У них народилося шестеро дітей.
Педру Гаштан керував компанією Petropolis Real Estate Company до кінця 1990-х років і був дуже популярним у Петрополісі. Вже у похилому віці подружжя повернулося до Європи й оселилося у Бурбон-Орлеанському палаці в Вільяманріке-де-ла-Кондеса, який перейшов Марії де ла Есперансі від сестри.
Принцеса пішла з життя 8 серпня 2005 у Вільяманріке-де-ла-Кондесі у віці 91 року. Педру Гаштан пережив дружину на два роки і помер 27 грудня 2007. Обоє поховані в місцевій церкві Святої Марії Магдалени.

## Нагороди
- Орден Королеви Марії Луїзи № 1173 (Іспанія) (4 березня 1929).
- Великий хрест Костянтинівського ордену Святого Георгія (Сицилійські Бурбони) (18 лютого 1960).

## Родина
Чоловік) — Педру Гаштан Бразильський
Діти:
- Педру Карлуш (нар. 1945) — претендент на бразильський престол від Петрополіської гілки імператорської родини, був двічі одруженим, має двох синів від обох шлюбів;
- Марія да Глорія (нар. 1946) — перебуває у другому шлюбі, має п'ятеро дітей від обох союзів;[3]
- Альфонсо Дуарте (нар. 1948) — перебуває у другому шлюбі, має двох доньок від першого союзу;
- Мануель Альваро (нар. 1949) — був одруженим з Маргаритою Аффнер і Ланча, має сина та доньку;
- Крістіна Марія (нар. 1950) — була одруженою з Яном Павлом Сапєгою-Рожанським, має двох доньок;
- Франциско Умберто (нар. 1956) — перебуває у другому шлюбі, має четверо дітей від обох союзів.